# Urma (Dagestan)
Urma (ros. Урма) – wieś w Rosji, w Dagestanie, w rejonie lewaszyńskim. W 2010 liczyła 3863 mieszkańców, głównie Awarów.